# Huis voor klokkenluiders
Het Huis voor Klokkenluiders is een organisatie in Nederland, in 2016 opgericht om melders van aan hun werk gerelateerde misstanden, zogenoemde klokkenluiders, advies en steun te geven.
Het is ingesteld op basis van de Wet Huis voor klokkenluiders, voortgekomen uit een initiatiefvoorstel uit 2012. Het Huis heeft de status van zelfstandig bestuursorgaan, is gevestigd in Utrecht en is op 4 juli 2016 geopend.
Het Huis voor klokkenluiders is een bredere voortzetting van het in 2012 ingestelde Adviespunt Klokkenluiders, dat was gevestigd in Den Haag, en neemt ook taken over van de Onderzoeksraad Integriteit Overheid en het Bureau Integriteitsbevordering Openbare Sector. Het Adviespunt, de Onderzoeksraad en het BIOS zijn dan ook per 1 juli 2016 opgeheven.
In maart 2019 verscheen in de pers dat het Huis voor klokkenluiders nog geen enkele zaak had opgelost. Sinds de oprichting waren er 50 verzoeken tot onderzoek ingediend. Meer dan de helft daarvan werden niet ontvankelijk verklaard. Over 22 zaken is nog geen rapportage uitgebracht. Er werd gesproken van een "bestuurlijke chaos". Sinds de oprichting waren verschillende bestuurders opgestapt, waaronder twee interim bestuurders, onder andere omdat er in eerste instantie iemand vanuit de AIVD bij het Huis voor klokkenluiders was gedetacheerd.